# Jacques-Guillaume Poulain de Beauchène
Jacques-Guillaume Poulain de Beauchêne est un homme politique français né le 18 septembre 1727 à Saint-Martin-l'Aiguillon (Orne) et décédé le 24 avril 1807 à Beauchêne (Orne).
Lieutenant de grande louveterie de France, il s'occupe d'agriculture. Il est député du tiers état aux états généraux de 1789 pour le bailliage de Caen.

## Sources
- « Jacques-Guillaume Poulain de Beauchène », dans Adolphe Robert et Gaston Cougny, Dictionnaire des parlementaires français, Edgar Bourloton, 1889-1891 [détail de l’édition]